# 修円
修円（しゅえん、宝亀2年（771年） - 承和2年6月13日（835年7月12日））は、平安時代前期の法相宗の僧。俗姓は小谷氏。大和国北谷の出身。檉生禅師（ていしょうぜんじ）とも称される。(義真から天台教学を学び、義真の没後は義真に代わって後にいう天台座主を私に襲うも宗徒の反対にあい、大和国室生寺に住し、いわゆる「室生天台」を現出させた「円修」とは別人（逵日出典の著作参照）。)
大和国興福寺の賢憬に法相を学び、794年（延暦13年）比叡山根本中堂の落慶供養の際その堂達をつとめ、805年（延暦24年）には最澄から灌頂を受けた。810年（弘仁元年）に律師、812年（弘仁3年）に興福寺別当となり、興福寺に伝法院を設けて深密会を始めた。827年（天長4年）少僧都となる。
空海とも親しく、天台宗・真言宗という当時としては新しい仏教に理解を示していたようである。